# Il mistero del marito scomparso
Il mistero del marito scomparso (Woman on the Run) è un film noir del 1950 diretto da Norman Foster.

## Trama
Frank Johnson è un pittore senza successo che una notte, portando a spasso il cane, si imbatte in un omicidio. L'assassino accortosi della sua presenza gli spara due colpi senza riuscire a prenderlo e poi si dà alla fuga. Arrivata la polizia, Frank dichiara che ha visto bene in faccia l'assassino, ma in seguito viene informato che la vittima avrebbe dovuto testimoniare contro un noto criminale della zona ed ora al pittore viene richiesto di essere lui il testimone nel processo; sebbene gli fosse stata garantita la protezione della polizia, Frank non si fida e con uno stratagemma riesce a dileguarsi nella notte.
La moglie di Frank, Eleanor, viene a sapere dell'accaduto dalla polizia. I detective deducono dalle sue risposte e dalla relativa mancanza di preoccupazione da parte della donna, che la relazione tra i due non è delle più felici. La polizia decide quindi di mettere sotto sorveglianza l'edificio in cui la coppia abita, nel caso in cui l'uomo decidesse di ritornare a casa.
In seguito, Eleanor sfugge alla sorveglianza della polizia, uscendo dal tetto di casa, ma si imbatte nel reporter Danny Legget che le offre il suo aiuto e 1.000 dollari per l'esclusiva sulla storia. I due si recano in un club che Frank frequenta. Sam, un cameriere amico di Frank, riesce a passare alla donna un messaggio del marito, ma Legget legge anche lui il messaggio di nascosto. La nota scritta da Frank chiede a Eleanor di recarsi al negozio in cui lavora per ritirare la lettera che le spedirà.
Di ritorno al suo appartamento, Ferris, l'ispettore incaricato delle indagini, la aspetta in casa e informa la donna che il dottore di Frank ha dichiarato che il marito ha un grave problema cardiaco e che ha bisogno di un farmaco salvavita. Ferris ha chiesto a tutte le farmacie della città di impedire la consegna del farmaco, senza che gli venga comunicato preventivamente, cosa che impedisce di fatto a Frank di potersi procurare il farmaco senza essere scoperto.
Eleanor si reca di nascosto dal dottore e riesce a farsi dare due fiale della medicina. Successivamente va al negozio in cui Frank lavora per poter ritirare la lettera, ma viene a sapere da una commessa che la lettera ancora non è arrivata. Legget è riuscito a intercettarla corrompendo il postino prima dell'arrivo di Eleanor. Il contenuto dello scritto però è criptico e Legget è quindi costretto a mostrare la lettera a Eleanor, nella speranza che lei riesca a capire dove si trovi il marito. Tuttavia la donna non riesce ancora a capire il luogo in cui recarsi per poter incontrare Frank.
I due tornano al club, da Sam. Una delle ballerine, Suzie, dice a Legget che Frank aveva fatto un disegno che assomigliava al reporter, Eleanor non ascolta la conversazione tra i due. Suzie dice anche a Legget che per il momento conserverà il disegno. Il reporter e Eleanor attraversano quindi la strada e si recano a uno dei bar che Frank frequentava, per ulteriori indagini. Legget lascia Eleanor con la scusa di dover fare una telefonata, ma invece esce dal locale e ritorna al club. Successivamente rientra nel bar, di nascosto strappa il disegno che lo raffigura e ritorna da Eleanor, mentre polizia e ambulanza arrivano di fronte al club: Suzie è morta, probabilmente in seguito alla caduta dai piani alti dell'edificio.
Durante le ricerche di Frank, Eleanor scopre cose del marito che non aveva mai saputo, specialmente quanto è ben voluto da chi lo conosce. Tutti credono che lei sia una persona fantastica, visto che Frank l'ha sposata. La donna si confida con Legget e dice che solo ora capisce quanto Frank davvero la ami.
Eleanor, successivamente, capisce dagli indizi della lettera che Frank la sta aspettando sulla spiaggia di fronte al luna park. Eleanor vi si reca, accompagnata dall'insistente Legget, che ormai è riuscito a conquistare la piena fiducia della donna. Ferris localizza i due grazie al taxi usato dalla coppia per arrivare al luna park, e si mette sulle loro tracce. Nel frattempo, Eleanor e Legget individuano Frank, ma il reporter chiede alla donna di non andare ancora da lui, visto che c'è troppa gente per poterlo intervistare e, trovato un punto più appartato, sotto le montagne russe, chiede a Eleanor di mandare Frank lì per poterci parlare da solo. Eleanor obbedisce alle richieste e finalmente può recarsi dal marito. I due si abbracciano e riappacificano, la donna dice al marito della generosa offerta del reporter per l'intervista esclusiva, che può permettere ai due di ricominciare la loro relazione in un'altra città e gli chiede quindi di andare da Legget.
La polizia arriva sulla scena e l'ispettore Ferris, riceve anche una chiamata da Sam che gli dice che l'unica cosa che manca dall'appartamento di Suzie è il disegno di Frank che lei diceva assomigliasse moltissimo a Legget.
Frank non può ancora raggiungere Legget, per colpa della ricerche della polizia, e il reporter si reca da Eleanor per chiederle spiegazioni: i due sono costretti a fuggire sulle montagne russe per non essere individuati. Finito il giro, Legget dice a Eleanor di rimanere sulle montagne russe per un secondo giro, mentre lui andrà a trovare Frank, che nel frattempo è riuscito ad arrivare nel posto in cui deve incontrarsi col reporter. Prima di lasciare Eleanor sulle montagne russe, Legget si fa sfuggire una frase che fa capire a Eleanor, ormai bloccata sulla giostra, che il reporter Legget non è altri che l'assassino. Eleanor cerca invano, tra le grida e il rumore, di avvertire Frank, mentre Legget cerca di uccidere l'uomo inducendogli un attacco di cuore. I due lottano, si sentono degli spari. Eleanor, finito il giro, corre disperatamente dal marito e scopre che l'ispettore Ferris ha sparato a Legget, salvando Frank. Per la seconda volta, lei e Frank si abbracciano.

## Produzione
Annunciata sulle pubblicazioni del settore nel gennaio del 1950, la produzione aveva come titolo provvisorio Man on the Run (uomo in fuga). Come parte del processo di casting, l'attore J. Farrell MacDonald fu "preso in prestito" dalla 20th Century Fox come ruolo secondario nella parte del capitano marinaio prima dell'inizio delle riprese, iniziate il 20 marzo di quell'anno. Il film è stato girato sul posto, a San Francisco e all'Ocean Park Pier di Santa Monica per le scene del Luna Park e delle montagne russe.
L'unica copia nota di questo film è stata distrutta in un incendio nel giugno del 2008, lasciando solo poche copie di qualità molto bassa, praticamente inguardabili, nel pubblico dominio. Eddie Muller, conduttore di "Noir Alley" di Turner Classic, ha fatto un po' di lavoro investigativo e ha trovato una copia da 35 mm al British Film Institute. L'ha fatta spedire all'UCLA Film and Television Archive dove, con l'aiuto finanziario dell'organizzazione di Muller, la Film Noir Foundation e il Charitable Trust dell'Hollywood Foreign Press Association, il film è stato preservato per le generazioni future. Questo è uno dei film noir preferiti di Muller per una serie di motivi, tra cui l'abbinamento di due grandi attori, Ann Sheridan e Dennis O'Keefe , che secondo lui hanno improvvisato alcuni dei loro dialoghi, ma soprattutto per l'uso di San Francisco, la città natale di Eddie, quando era ancora un porto marittimo operaio, vivace e in crescita.